# 262 (číslo)
Dvě stě šedesát dva je přirozené číslo, které následuje po čísle dvě stě šedesát jedna a předchází číslu dvě stě šedesát tři. Římskými číslicemi se zapisuje CCLXII a řeckými číslicemi σξβ.

## Matematika
262 je:
- Poloprvočíslo
- Šťastné číslo
- Nepříznivé číslo

## Chemie
- 262 je nukleonové číslo nejstabilnějších izotopů dubnia a lawrencia[1]

## Astronomie
- (262) Valda je planetka hlavního pásu, kterou objevil v roce 1886 Johann Palisa

## Doprava
- Silnice II/262 je česká silnice II. třídy vedoucí na trase Děčín – Benešov nad Ploučnicí – Žandov – Česká Lípa – Zákupy[2]

## Ostatní
- +262 je mezinárodní telefonní předvolba Réunionu a Mayotte

## Roky
- 262
- 262 př. n. l.